# Villafrati
Villafrati est une commune italienne de la province de Palerme, dans la région Sicile.

## Administration
| Période                                  | Période  | Identité        | Étiquette    | Qualité |
| ---------------------------------------- | -------- | --------------- | ------------ | ------- |
| 17/06/2008                               | En cours | Giuseppe Scalzo | Lista Civica |         |
| Les données manquantes sont à compléter. |          |                 |              |         |

### Communes limitrophes
Baucina, Bolognetta, Cefalà Diana, Ciminna, Marineo, Mezzojuso.